# Giryama aruba
Giryama aruba är en mångfotingart som beskrevs av Hoffman 2005. Giryama aruba ingår i släktet Giryama och familjen Gomphodesmidae. Inga underarter finns listade i Catalogue of Life.